# Sainte-Sigolène
Pour les articles homonymes, voir Sainte Sigolène.
Sainte-Sigolène est une commune française située à l'est du Velay, dans le département de la Haute-Loire en région Auvergne-Rhône-Alpes.

## Géographie

### Localisation
La commune de Sainte-Sigolène se trouve dans le département de la Haute-Loire, en région Auvergne-Rhône-Alpes.
Elle se situe à 53 km par la route du Puy-en-Velay, préfecture du département, et à 28 km d'Yssingeaux, sous-préfecture.
Les communes les plus proches sont : 
Saint-Pal-de-Mons (3,1 km), Les Villettes (4,1 km), La Séauve-sur-Semène (6,0 km), Lapte (6,5 km), Saint-Didier-en-Velay (7,4 km), Grazac (7,4 km), Monistrol-sur-Loire (7,4 km), Raucoules (7,8 km).
| Monistrol-sur-Loire | La Séauve-sur-Semène | Saint-Didier-en-Velay |
| Les Villettes       | Sainte-Sigolène      | Saint-Pal-de-Mons     |
| Grazac              | Lapte                |                       |

### Climat
Pour des articles plus généraux, voir Climat d'Auvergne-Rhône-Alpes et Climat de la Haute-Loire.
En 2010, le climat de la commune est de type climat des marges montargnardes, selon une étude du Centre national de la recherche scientifique s'appuyant sur une série de données couvrant la période 1971-2000. En 2020, Météo-France publie une typologie des climats de la France métropolitaine dans laquelle la commune est exposée à un climat de montagne ou de marges de montagne et est dans la région climatique Sud-est du Massif Central, caractérisée par une pluviométrie annuelle de 1 000 à 1 500 mm, minimale en été, maximale en automne.
Pour la période 1971-2000, la température annuelle moyenne est de 9,1 °C, avec une amplitude thermique annuelle de 16,3 °C. Le cumul annuel moyen de précipitations est de 894 mm, avec 9 jours de précipitations en janvier et 7 jours en juillet. Pour la période 1991-2020, la température moyenne annuelle observée sur la station météorologique de Météo-France la plus proche, « Monistrol-sur-Loire », sur la commune de Monistrol-sur-Loire à 7 km à vol d'oiseau, est de 10,0 °C et le cumul annuel moyen de précipitations est de 822,3 mm,. Pour l'avenir, les paramètres climatiques de la commune estimés pour 2050 selon différents scénarios d'émission de gaz à effet de serre sont consultables sur un site dédié publié par Météo-France en novembre 2022.
| Mois                                  | jan.           | fév.            | mars           | avril         | mai             | juin          | jui.          | août           | sep.           | oct.        | nov.           | déc.           | année      |
| ------------------------------------- | -------------- | --------------- | -------------- | ------------- | --------------- | ------------- | ------------- | -------------- | -------------- | ----------- | -------------- | -------------- | ---------- |
| Température minimale moyenne (°C)     | −0,8           | −0,8            | 1,5            | 4             | 7,7             | 11,2          | 13            | 12,9           | 9,5            | 7,1         | 2,7            | 0,2            | 5,7        |
| Température moyenne (°C)              | 2,1            | 2,7             | 5,8            | 8,7           | 12,7            | 16,6          | 18,8          | 18,6           | 14,5           | 10,9        | 5,8            | 3,1            | 10         |
| Température maximale moyenne (°C)     | 5,1            | 6,2             | 10,2           | 13,5          | 17,8            | 22            | 24,5          | 24,4           | 19,4           | 14,8        | 8,9            | 6              | 14,4       |
| Record de froid (°C) date du record   | −15,1 13.01.03 | −18,4 05.02.12  | −18,1 01.03.05 | −6,5 08.04.03 | −1,9 15.05.1995 | 2,1 04.06.01  | 4,7 17.07.00  | 2,8 30.08.1998 | 0,1 30.09.1995 | −6 26.10.03 | −10,1 28.11.13 | −14,9 15.12.01 | −18,4 2012 |
| Record de chaleur (°C) date du record | 18,4 01.01.22  | 20,7 20.02.1998 | 25,2 17.03.04  | 26,5 30.04.05 | 30,6 21.05.22   | 36,7 29.06.19 | 37,2 07.07.15 | 37,4 24.08.23  | 33 10.09.23    | 31 09.10.23 | 22,7 01.11.14  | 19,1 31.12.21  | 37,4 2023  |
| Précipitations (mm)                   | 45,9           | 35,4            | 38,7           | 69,1          | 93,1            | 81            | 78,9          | 77,9           | 80             | 88,7        | 86,9           | 46,7           | 822,3      |

## Urbanisme

### Typologie
Au 1er janvier 2024, Sainte-Sigolène est catégorisée bourg rural, selon la nouvelle grille communale de densité à sept niveaux définie par l'Insee en 2022.
Elle appartient à l'unité urbaine de Sainte-Sigolène, une agglomération intra-départementale regroupant deux  communes, dont elle est ville-centre,,. Par ailleurs la commune fait partie de l'aire d'attraction de Sainte-Sigolène, dont elle est la commune-centre,. Cette aire, qui regroupe 1 communes, est catégorisée dans les aires de moins de 50 000 habitants,.

### Occupation des sols
L'occupation des sols de la commune, telle qu'elle ressort de la base de données européenne d’occupation biophysique des sols Corine Land Cover (CLC), est marquée par l'importance des territoires agricoles (48,6 % en 2018), en diminution par rapport à 1990 (53,6 %). La répartition détaillée en 2018 est la suivante : 
forêts (37,4 %), zones agricoles hétérogènes (29,2 %), prairies (19,4 %), zones urbanisées (10,3 %), zones industrielles ou commerciales et réseaux de communication (2,7 %), milieux à végétation arbustive et/ou herbacée (1 %). L'évolution de l’occupation des sols de la commune et de ses infrastructures peut être observée sur les différentes représentations cartographiques du territoire : la carte de Cassini (XVIIIe siècle), la carte d'état-major (1820-1866) et les cartes ou photos aériennes de l'IGN pour la période actuelle (1950 à aujourd'hui).

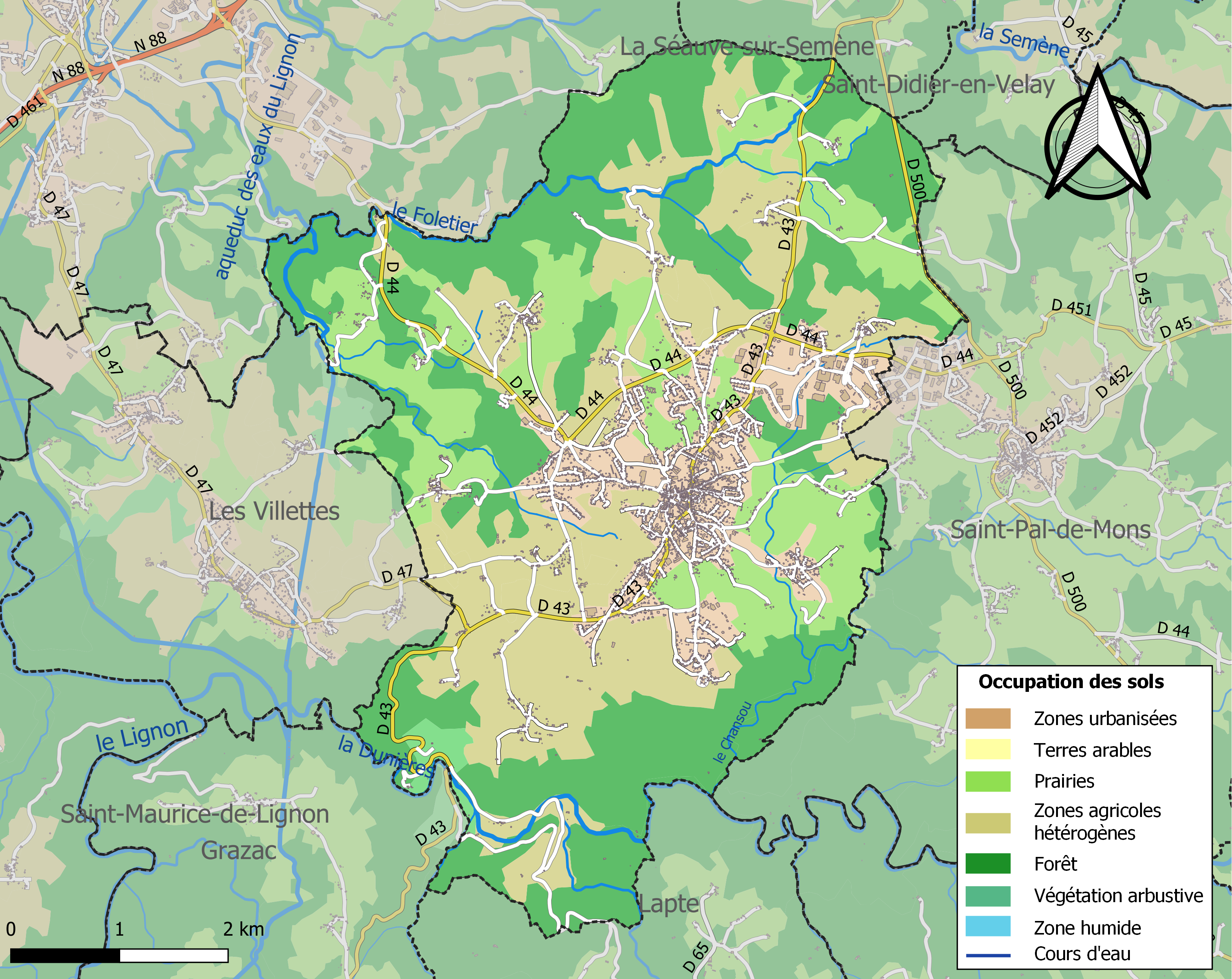
Carte des infrastructures et de l'occupation des sols de la commune en 2018 (CLC).

### Habitat et logement
En 2018, le nombre total de logements dans la commune était de 2 720, alors qu'il était de 2 746 en 2013 et de 2 575 en 2008.
Parmi ces logements, 87 % étaient des résidences principales, 5 % des résidences secondaires et 8 % des logements vacants. Ces logements étaient pour 77,9 % d'entre eux des maisons individuelles et pour 21,8 % des appartements.
Le tableau ci-dessous présente la typologie des logements à Sainte-Sigolène en 2018 en comparaison avec celle de la Haute-Loire et de la France entière. Une caractéristique marquante du parc de logements est ainsi une proportion de résidences secondaires et logements occasionnels (5 %) inférieure à celle du département (16,1 %) mais supérieure à celle de la France entière (9,7 %). Concernant le statut d'occupation de ces logements, 72,7 % des habitants de la commune sont propriétaires de leur logement (70 % en 2013), contre 70 % pour la Haute-Loire et 57,5 pour la France entière.
| Typologie                                               | Sainte-Sigolène | Haute-Loire | France entière |
| ------------------------------------------------------- | --------------- | ----------- | -------------- |
| Résidences principales (en %)                           | 87              | 71,5        | 82,1           |
| Résidences secondaires et logements occasionnels (en %) | 5               | 16,1        | 9,7            |
| Logements vacants (en %)                                | 8               | 12,4        | 8,2            |

## Toponymie
La commune porte le nom de sainte Ségolène qui vécut au VIIe siècle et fonda l'abbaye de Troclar (Tarn) dont elle fut la première abbesse. Ce nom d'origine germanique est composé de sig, "victoire", cf. all. Sieg, id., et de lind, "doux".
Santa Segolena en vivaro-alpin.

## Histoire
Au cours de la période révolutionnaire de la Convention nationale (1792-1795), la commune a porté le nom de Ségolaine-les-Bois.
L'histoire de la commune est fortement marquée par la passementerie et la plasturgie.
Confronté à la crise du textile après la Seconde Guerre mondiale, le plateau du Velay qui fut pendant quatre cents ans réputé tour à tour pour ses rubans, ses foulards de soie et ses écharpes de laine, troqua progressivement ses métiers à tisser contre des extrudeuses produisant du film plastique et des sacs d’emballage. C'est un ingénieur de Rhône-Poulenc, en villégiature à Sainte-Sigolène, qui suggéra à un entrepreneur local la voie du polyéthylène. Dès lors, passementiers ou tisserands de père en fils, les hommes du plateau se muèrent en l’espace de quelques années en plasturgistes avertis, grâce à une capacité à « rebondir » qui a inspiré la devise de la commune « Surgit ad futura ».

## Politique et administration

### Découpage territorial
La commune de Sainte-Sigolène est membre de la communauté de communes Marches du Velay-Rochebaron, un établissement public de coopération intercommunale (EPCI) à fiscalité propre créé le 27 décembre 2016 dont le siège est à Monistrol-sur-Loire. Ce dernier est par ailleurs membre d'autres groupements intercommunaux.
Sur le plan administratif, elle est rattachée à l'arrondissement d'Yssingeaux, au département de la Haute-Loire, en tant que circonscription administrative de l'État, et à la région Auvergne-Rhône-Alpes.
Sur le plan électoral, elle dépend du canton des Deux Rivières et Vallées pour l'élection des conseillers départementaux, depuis le redécoupage cantonal de 2014 entré en vigueur en 2015, et de la première circonscription de la Haute-Loire   pour les élections législatives, depuis le redécoupage électoral de 1986.

### Tendances politiques et résultats
Les personnalités exerçant une fonction élective dont le mandat est en cours et en lien direct avec le territoire de la commune de Sainte-Sigolène sont les suivantes :
| Élections                  | Élections                     | Circonscription électorale                         | Élu de la circonscription       | Élu de la circonscription | Élu de la circonscription | Élu de la circonscription |
| Niveau                     | Type                          | Circonscription électorale                         | Titre                           | Nom                       | Début de mandat           | Fin de mandat             |
| -------------------------- | ----------------------------- | -------------------------------------------------- | ------------------------------- | ------------------------- | ------------------------- | ------------------------- |
| Commune / Intercommunalité | Municipales et communautaires | Sainte-Sigolène                                    | Maire                           | Didier Rouchouse          | 2023                      | 2026                      |
| Commune / Intercommunalité | Municipales et communautaires | Communauté de communes Marches du Velay-Rochebaron | Président de l'intercommunalité | Xavier Delpy              | 2020                      | 2026                      |
| Département                | Départementales               | Canton des Deux Rivières et Vallées                | Conseiller départemental        | Bruno Marcon              | 2021                      | 2028                      |
| Département                | Départementales               | Canton des Deux Rivières et Vallées                | Conseillère départementale      | Karine Paulet             | 2021                      | 2028                      |
| Région                     | Régionales                    | Auvergne-Rhône-Alpes                               | Président du conseil régional   | Laurent Wauquiez          | 2021                      | 2028                      |
| Pays                       | Législatives                  | Première circonscription                           | Députée                         | Isabelle Valentin         | 2022                      | 2027                      |

## Population et société

### Démographie

#### Évolution démographique
L'évolution du nombre d'habitants est connue à travers les recensements de la population effectués dans la commune depuis 1793. Pour les communes de moins de 10 000 habitants, une enquête de recensement portant sur toute la population est réalisée tous les cinq ans, les populations de référence des années intermédiaires étant quant à elles estimées par interpolation ou extrapolation. Pour la commune, le premier recensement exhaustif entrant dans le cadre du nouveau dispositif a été réalisé en 2008.

En 2022, la commune comptait 6 060 habitants, en évolution de +1,69 % par rapport à 2016 (Haute-Loire : +0,36 %, France hors Mayotte : +2,11 %).
| 1793  | 1800  | 1806  | 1821  | 1831  | 1836  | 1841  | 1846  | 1851  |
| ----- | ----- | ----- | ----- | ----- | ----- | ----- | ----- | ----- |
| 2 531 | 2 251 | 2 469 | 2 519 | 2 702 | 2 872 | 3 168 | 3 215 | 3 317 |

| 1856  | 1861  | 1866  | 1872  | 1876  | 1881  | 1886  | 1891  | 1896  |
| ----- | ----- | ----- | ----- | ----- | ----- | ----- | ----- | ----- |
| 3 521 | 2 978 | 2 991 | 2 948 | 3 303 | 3 390 | 3 744 | 4 124 | 4 463 |

| 1901  | 1906  | 1911  | 1921  | 1926  | 1931  | 1936  | 1946  | 1954  |
| ----- | ----- | ----- | ----- | ----- | ----- | ----- | ----- | ----- |
| 4 737 | 4 958 | 4 924 | 4 502 | 4 414 | 4 101 | 3 972 | 3 438 | 3 159 |

| 1962  | 1968  | 1975  | 1982  | 1990  | 1999  | 2006  | 2008  | 2013  |
| ----- | ----- | ----- | ----- | ----- | ----- | ----- | ----- | ----- |
| 3 535 | 4 055 | 4 508 | 5 052 | 5 236 | 5 432 | 5 778 | 5 876 | 5 987 |

| 2018  | 2022  | - | - | - | - | - | - | - |
| ----- | ----- | - | - | - | - | - | - | - |
| 5 959 | 6 060 | - | - | - | - | - | - | - |

#### Pyramide des âges
La population de la commune est relativement jeune.
En 2018, le taux de personnes d'un âge inférieur à 30 ans s'élève à 35,8 %, soit au-dessus de la moyenne départementale (31 %). À l'inverse, le taux de personnes d'âge supérieur à 60 ans est de 25,3 % la même année, alors qu'il est de 31,1 % au niveau départemental.
En 2018, la commune comptait 2 976 hommes pour 2 983 femmes, soit un taux de 50,06 % de femmes, légèrement inférieur au taux départemental (50,87 %).
Les pyramides des âges de la commune et du département s'établissent comme suit.
| Hommes | Classe d’âge | Femmes |
| ------ | ------------ | ------ |
| 0,7    | 90 ou +      | 2,1    |
| 6,7    | 75-89 ans    | 10,9   |
| 14,2   | 60-74 ans    | 16,0   |
| 21,3   | 45-59 ans    | 19,1   |
| 18,4   | 30-44 ans    | 19,0   |
| 17,3   | 15-29 ans    | 14,2   |
| 21,3   | 0-14 ans     | 18,8   |

| Hommes | Classe d’âge | Femmes |
| ------ | ------------ | ------ |
| 0,9    | 90 ou +      | 2,5    |
| 8,4    | 75-89 ans    | 11,7   |
| 20,4   | 60-74 ans    | 20,5   |
| 21,3   | 45-59 ans    | 20,3   |
| 16,8   | 30-44 ans    | 16,3   |
| 15,2   | 15-29 ans    | 13,2   |
| 17     | 0-14 ans     | 15,6   |

### Festivités
Depuis 2013 a lieu en juillet le festival de musique Les Brumes avec des artistes de la scène française.
La fête foraine, le dimanche après la saint Barthélemy, le plus souvent le dernier week-end d'août, est une institution locale. En plus des animations et manèges de forains, un défilé des classes ainsi qu'un feu d'artifice le dimanche attirent des foules. Il en est de même pour la soupe aux choux géante associée au concours de boules lyonnaises le lundi.
Le premier week-end de décembre, le marché de Noël permet aux producteurs locaux et artisans de toutes sortes de proposer aux Sigolénois de préparer les fêtes de fin d'année. Il est agrémenté des produits siciliens : oranges et huile d'olive, entre autres, livrés par les amis de Marinéo, la ville jumelle depuis 1984.

## Économie
La mutation « passementerie → plasturgie » a connu une réussite spectaculaire, qui a fait du territoire sigolénois, au même titre que la « Plastic Valley » d’Oyonnax pour l’injection plastique, le premier centre français de l’extrusion.[réf. nécessaire]
La loi relative à la transition énergétique pour la croissance verte, qui interdit l'utilisation de sacs plastiques une seule utilisation, incite les industriels locaux à innover. Les productions deviennent techniques et spécialisées : film pour l'agriculture, films multicouches, plastique biodégradable...

### Revenus
En 2018, la commune compte 2 378 ménages fiscaux, regroupant 6 044 personnes. La médiane du revenu disponible par unité de consommation est de 21 260 € (20 800 € dans le département). 43 % des ménages fiscaux sont imposés (42,8 % dans le département).

### Emploi
| Division       | 2008  | 2013  | 2018  |
| -------------- | ----- | ----- | ----- |
| Commune        | 6,5 % | 8,1 % | 7,7 % |
| Département    | 6,3 % | 7,7 % | 7,7 % |
| France entière | 8,3 % | 10 %  | 10 %  |

En 2018, la population âgée de 15 à 64 ans s'élève à 3 615 personnes, parmi lesquelles on compte 76,8 % d'actifs (69,1 % ayant un emploi et 7,7 % de chômeurs) et 23,2 % d'inactifs,. Depuis 2008, le taux de chômage communal (au sens du recensement) des 15-64 ans est supérieur à celui du département, mais inférieur à celui de la France.
La commune est la commune-centre de l'aire d'attraction de Sainte-Sigolène,. Elle compte 2 636 emplois en 2018, contre 2 666 en 2013 et 2 811 en 2008. Le nombre d'actifs ayant un emploi résidant dans la commune est de 2 529, soit un indicateur de concentration d'emploi de 104,2 % et un taux d'activité parmi les 15 ans ou plus de 58,9 %.
Sur ces 2 529 actifs de 15 ans ou plus ayant un emploi, 1 020 travaillent dans la commune, soit 40 % des habitants. Pour se rendre au travail, 87,7 % des habitants utilisent un véhicule personnel ou de fonction à quatre roues, 1,1 % les transports en commun, 8,3 % s'y rendent en deux-roues, à vélo ou à pied et 2,8 % n'ont pas besoin de transport (travail au domicile).

### Activités hors agriculture
398 établissements sont implantés  à Sainte-Sigolène au 31 décembre 2019. Le tableau ci-dessous en détaille le nombre par secteur d'activité et compare les ratios avec ceux du département,.
| Secteur d'activité                                                                                        | Commune | Commune | Département |
| Secteur d'activité                                                                                        | Nombre  | %       | %           |
| --- | ------- | ------- | ----------- |
| Ensemble                                                                                                  | 398     | 100 %   | (100 %)     |
| Industrie manufacturière, industries extractives et autres                                                | 74      | 18,6 %  | (14,2 %)    |
| Construction                                                                                              | 63      | 15,8 %  | (13,9 %)    |
| Commerce de gros et de détail, transports, hébergement et restauration                                    | 101     | 25,4 %  | (28,8 %)    |
| Information et communication                                                                              | 3       | 0,8 %   | (1,9 %)     |
| Activités financières et d'assurance                                                                      | 20      | 5 %     | (4,4 %)     |
| Activités immobilières                                                                                    | 20      | 5 %     | (3,9 %)     |
| Activités spécialisées, scientifiques et techniques et activités de services administratifs et de soutien | 45      | 11,3 %  | (11,6 %)    |
| Administration publique, enseignement, santé humaine et action sociale                                    | 41      | 10,3 %  | (13,3 %)    |
| Autres activités de services                                                                              | 31      | 7,8 %   | (8 %)       |

Le secteur du commerce de gros et de détail, des transports, de l'hébergement et de la restauration est prépondérant sur la commune puisqu'il représente 25,4 % du nombre total d'établissements de la commune (101 sur les 398 entreprises implantées  à Sainte-Sigolène), contre 28,8 % au niveau départemental.
Les cinq entreprises ayant leur siège social sur le territoire communal qui génèrent le plus de chiffre d'affaires en 2020 sont : 
- Guerin Plastiques, fabrication de plaques, feuilles, tubes et profilés en matières plastiques (38 604 k€)
- Sainsy, supermarchés (12 961 k€)
- Colly & Martin, fabrication d'emballages en matières plastiques (11 537 k€)
- Transports Colombet Et Fils, transports routiers de fret interurbains (8 853 k€)
- Plastigolene, commerce de gros (commerce interentreprises) de fournitures et équipements industriels divers (5 152 k€)

### Agriculture
La commune fait partie de la petite région agricole dénommée « Monts du Forez ». En 2010, l'orientation technico-économique de l'agriculture  sur la commune est la production de bovins, orientation élevage et viande.
|                                   | 1988  | 2000 | 2010 |
| --------------------------------- | ----- | ---- | ---- |
| Exploitations                     | 96    | 61   | 48   |
| Superficie agricole utilisée (ha) | 1 455 | 1212 | 1100 |

Le nombre d'exploitations agricoles en activité et ayant leur siège dans la commune est passé de 53 en 1988 à 61 en 2000 puis à 48 en 2010, soit une baisse de 50 % en 22 ans. Le même mouvement est observé à l'échelle du département qui a perdu pendant cette période 43 % de ses exploitations. La surface agricole utilisée sur la commune a également diminué, passant de 1 455 ha en 1988 à 1 100 ha en 2010. Parallèlement la surface agricole utilisée moyenne par exploitation a augmenté, passant de 15 à 23 ha.

## Culture locale et patrimoine

### Lieux et monuments
- Le musée de la Fabrique

Installé dans un ancien atelier de fabrication d'écharpes, le musée « La Fabrique » a été réalisé et est animé par une équipe d'anciens passementiers et plasturgistes. Ils refont les mêmes gestes afin que leur métier ne soit pas oublié. Dans ce musée vivant, 16 machines fonctionnent devant vous, tout au long de votre visite. Une vidéo récente vous fait entrer dans la vie sigolénoise et complète les deux salles consacrées au tissage pour la première, au plastique pour la seconde.
- La maison de la Béate

La commune est marquée par l'existence des « béates ». Fondées vers 1670, par Anne-Marie Martel, les « béates » étaient destinées à l'éducation des jeunes du village. Mi-religieuses, mi-laïques, elles étaient chargées de l'enseignement de la lecture, de l'écriture, du calcul, parfois de la couture ou de la confection de la dentelle ainsi que du catéchisme. Elles assistaient les malades et portaient en elles les joies et les peines du village. Elles vivaient très modestement de la charité des villageois.

Dans le souci de perpétuer le souvenir de ses « béates », le village de Reveyrolles s'est mobilisé, depuis 1997, afin de restaurer la maison de « l'Assemblée ». L'étage a été refait à l'identique, et votre hôte du jour vous contera milles anecdotes vécues dans le village comme celles des « bardoles » que les garçons libéraient dans la maison pour le mois de Marie. Sainte-Sigolène a eu la particularité de compter neuf maisons d'assemblée domiciliées dans les principaux hameaux de la commune.
- L'église néogothique

L'église est placée sous le vocable de Sainte-Sigolène. Consacrée par l’évêque du Puy en 1869, la sonnerie des cloches retentit le 16 avril 1870. Enfin en 1873, la croix qui orne toujours le clocher était posée. Sa hauteur totale est de 54 mètres. Le portail central porte encore les traces d’un combat livré en 1906. Les paroissiens repoussant les troupes, les inventaires n'avaient pu avoir lieu. À l’intérieur, de remarquables vitraux dont ceux du chœur (1874) présentent les personnages de la vie chrétienne. À l’occasion du centenaire de l’église, deux vitraux furent consacrés à sainte Sigolène. L’autel recouvert de plomb doré est l’œuvre d’un artiste du Puy : réalisé en 1982, il représente la table eucharistique ainsi qu’un métier à tisser symbole du labeur des Sigolènois.

À signaler la présence d’une confrérie des Pénitents. D’une cinquantaine de membres, elle anime chaque année la procession du Vendredi saint.
- Le château du Villard

Le château du Villard comprenait au XIIIe siècle plusieurs corps de logis flanqués de 4 tours reliées par des créneaux.

### Personnalités liées à la commune
- Jacques-Marie Muthuon (1757-1830), ingénieur des mines et géologue, y est né.
- Jean-Louis Descours (1916-2013), PDG du Groupe André de 1960 à 2000, y est né.

### Héraldique
| Blason de Sainte-Sigolène | Blason  | D'argent au lion de gueules, couronné d'or.      |
| Blason de Sainte-Sigolène | Détails | Le statut officiel du blason reste à déterminer. |